# Григорій (галицький боярин)
Григорій Васильович (? — бл. 1241) — галицький боярин, один із лідерів ворожої Данилові Галицькому й Васильку Романовичу боярської партії. 1235 під час битви між Данилом і його союзником київським князем Володимиром Рюриковичем, з одного боку, й половцями, найнятими чернігівським князем Михайлом Всеволодичем, — з другого, Григорій зрадив Данила, внаслідок чого той зазнав поразки, а Володимир Рюрикович потрапив до полону. Після навали орд Батия, у 1241 році, скориставшись послабленням влади Романовичів, Григорій вирішив захопити «гірську країну Перемишльську» (за Галицько-Волинським літописом) і фактично вокняжився у Перемишлі. Однак, посварившися з боярином Доброславом Суддичем, був змушений просити князя Данила розсудити їх. Данило звелів їх обох «изоимати», тобто кинути до в'язниці, після чого Григорій більше не згадується в джерелах.